# دهنو (غناباد)
دهنو (بالفارسية: دهنو) هي قرية تقع في قسم كاخك الريفي في إيران. يقدر عدد سكانها بـ 13 نسمة بحسب إحصاء 2016.